# Station Poznań Starołęka
Station Poznań Starołęka is een spoorwegstation in de Poolse plaats Poznań.